# Butarga
Butarga (em italiano: bottarga; em francês e occitano, boutargue ou poutargue; em árabe بطارخ , translit. buṭariḫ; em judeu-árabe, damhout;  em grego moderno, αυγοτάραχο, translit. avgotárakho; em japonês é karasumi (カラスミ ou 鱲子) é uma especialidade culinária de vários países do Mediterrâneo (Itália, França, região do Magrebe, Espanha, Grécia), feita da ova  de certos peixes (sargo, atum-rabilho, tainha etc.) salgada e seca. A butarga é revestida com cera, a fim de deter a sua maturação no momento certo e também para conservá-la e protegê-la do contato externo.

## Origem

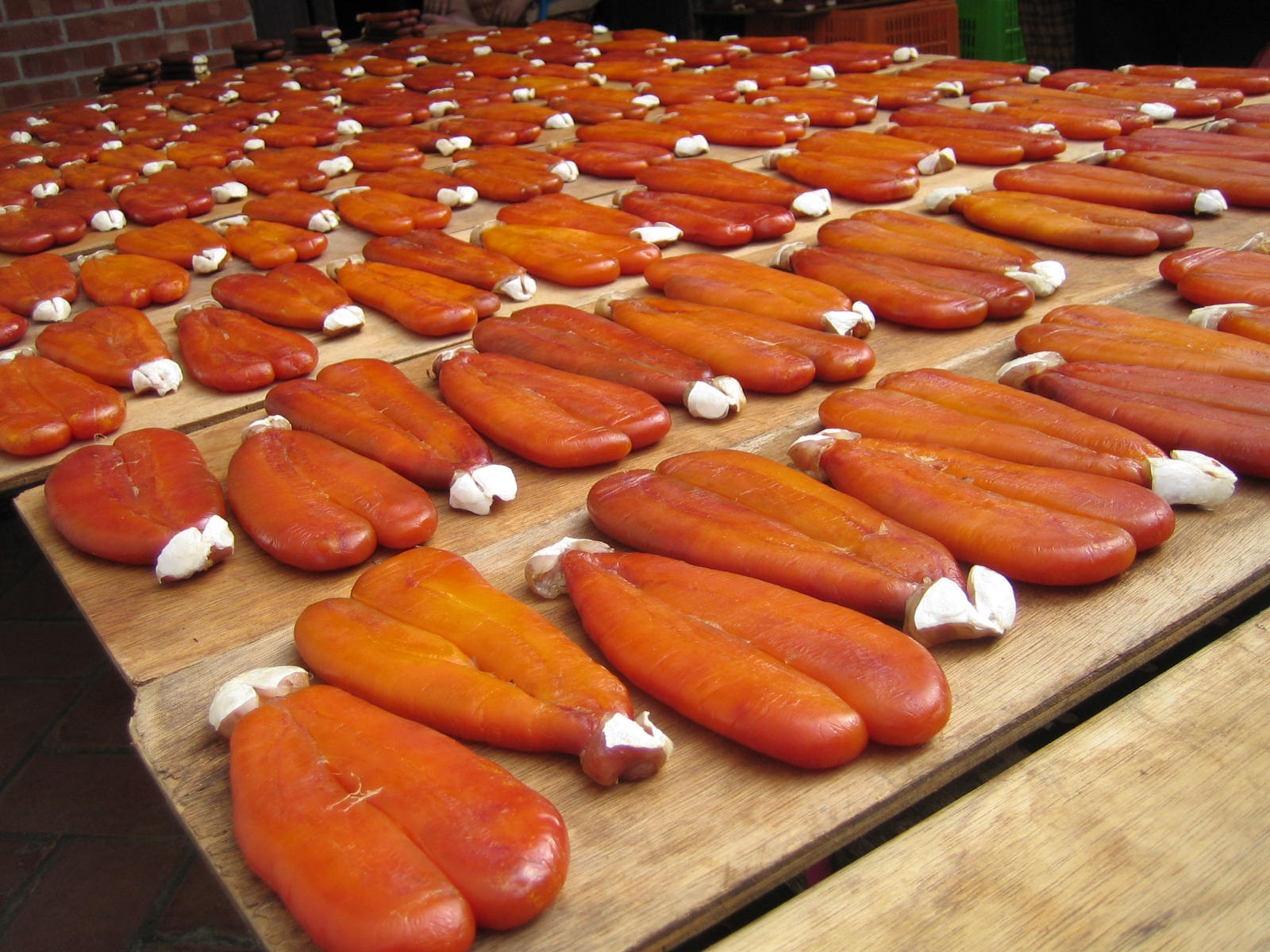
Butargas em Taiwan

Cerca de 3500 anos antes da nossa era,  os antigos egípcios e os romanos consumiam ovas de peixe secas. No entanto, a propagação desse hábito alimentar ao longo da costa do Mar Mediterrâneo se deve aos fenícios. Tradicionalmente, as ovas compõem a dieta alimentar dos pescadores durante os seus dias no mar. Hoje, fora das  áreas de consumo tradicional, a butarga tornou-se um alimento de luxo e, diante do forte aumento da demanda, os peixes tornaram-se escassos na região do Mediterrâneo e, por essa razão, atualmente são importados da Mauritânia, Senegal, Brasil e outros países.

## Consumo
A iguaria pode ser consumida como antepasto, em finas fatias, com suco de limão, ou  ralada sobre torradas amanteigadas, ou ainda para molhos de massas.  Para consumir, deve-se retirar a cera protetora e depois, pode-se ou não remover a película que envolve as ovas de peixe.
Na Itália, a butarga é preparada principalmente com ovas de mugem (ou  tainha), mas também de atum e espadarte. No entanto, para os puristas italianos, só a bottarga di Muggin (butarga de tainha) pode ser chamada bottarga. A iguaria é utilizada sobretudo nas cozinhas siciliana e sarda. Na Sicília, são famosas as butargas de Marzamemi e de Trapani). Também na região costeira da Toscana, na chamada Maremma grossetana, são bem conhecidas as butargas de Orbetello.
No Líbano, a butarga é servida em fatias, sendo cada fatia coberta com um pedaço de alho cru e imersa em azeite de oliva, sendo comida com pão pita.
Outras áreas costeiras do Mar Mediterrâneo que se destacam pela produção de butarga são a Provença, a costa da Grécia, Chipre, Turquia, Egito, Tunísia. No Japão, existe uma preparação muito similar chamada karasumi.

## Preparação básica
A bolsa ovárica é extraída do peixe fêmea e, sem rompê-la, é logo lavada para remover as impurezas. Depois é colocada em salmoura, tendo o cuidado de agitar frequentemente as bolsas e mudar periodicamente o sal. Em seguida, são pressionadas para drenar o máximo possível de umidade e expostas à luz solar num local limpo e seco.

## Nutrição e saúde
Como todos os ovos e ovas, a butarga é rica em proteínas, ômega 3 e vitaminas A, B, C, E, ferro, cálcio.[carece de fontes?]